# Alexander Schadow
Alexander Schadow (geboren 27. November 1958 in Papenhorst, Nienhagen) ist ein deutscher Maler, Grafiker und Heilpraktiker für Psychotherapie und Kunsttherapeut.

## Leben
Alexander Schadow ist ein Großneffe Hans Schadows. 

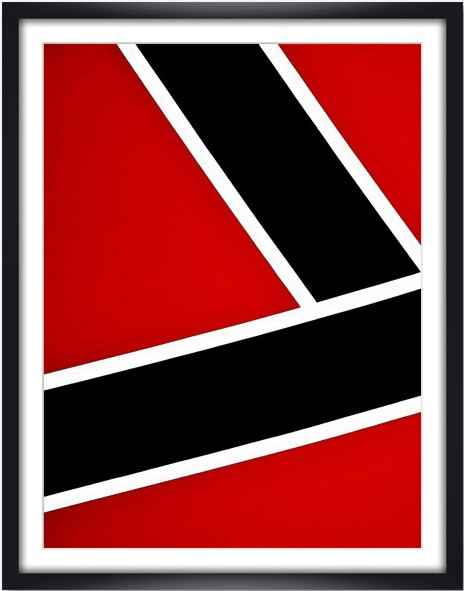
Alexander Schadow, Konkretes Symbol #10 "Wendung", Farbserigraphie auf Bütten

Er studierte „Freie Kunst“ bei Tarek Marestani und an der Freien Akademie Hamburg. Seit 1983 ist er als freiberuflicher Künstler tätig. Er wohnt und arbeitet in Nienhagen bei Celle. Von 1991 bis 2002 war er Landesvorsitzender der IG-Medien-Fachgruppe Bildende Kunst (seit 2001 Vereinte Dienstleistungsgewerkschaft) im Landesbezirk Niedersachsen-Bremen und Mitglied des Landesbezirksvorstandes der IG Medien. Alexander Schadow war von 2003 bis 2018 Mitbegründer und Geschäftsführer des Instituts für Kunst und Therapie Potsdam – Kunsttherapeutenakademie. Seit 2018 ist er Vorstand des ASCOL-Colleges.
Seit 1995 ist er Mitglied der Hochschule für Geisteswissenschaft am Goetheanum in Dornach, Schweiz.
Seit 2014 ist er Vorsitzender der Allgemeinen Gesellschaft Anthroposophischer Heilpraktikerinnen und Heilpraktiker (AGAHP).
Seit 2018 ist er Präsident der International Society of Anthroposophic Naturopathy ISAN mit Sitz in Dornach, Schweiz.
Seit 2023 ist er 1. Vorsitzender des Verbandes Deutscher Kunsttherapeuten (VDKT).
Als Grafiker schuf er zahlreiche Serien zur Literatur, unter anderem zu Heinrich Heine, William Shakespeare, Johann Wolfgang Goethe, Henrik Ibsen, Muhammad Iqbal und den Erzählungen von Naguib Mahfuz. In seiner Malerei gilt er als Vertreter der Konkreten Kunst. Schadow erhielt 1993 ein Stipendium des Deutschen Auswärtigen Amtes.

## Ausstellungen

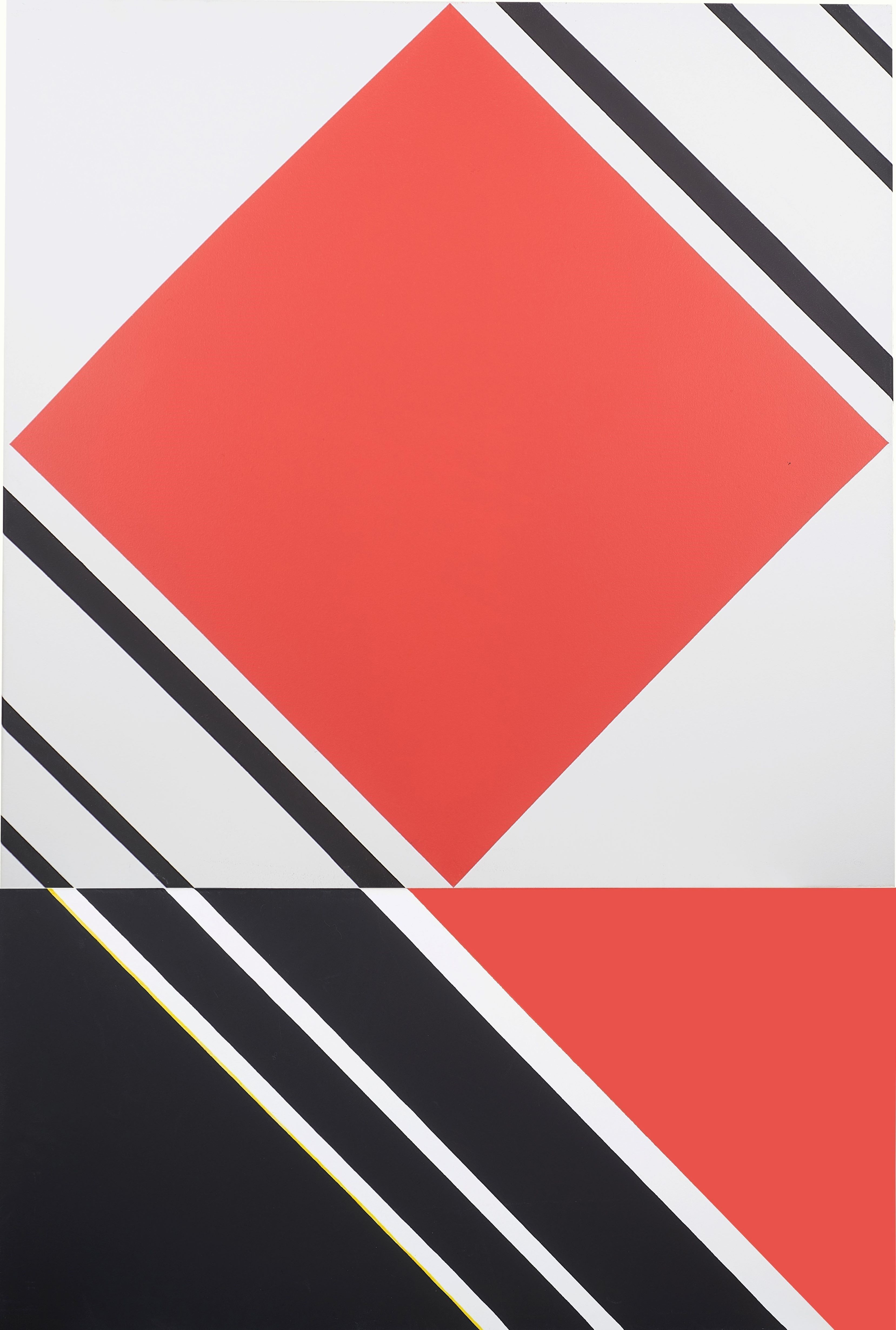
Alexander Schadow, Konkretes Symbol #26 "Montage 1", Acryl auf Leinwand

Seine Werke wurden in zahlreichen Ausstellungen in privaten Galerien, Museen und staatlichen Einrichtung im In- und Ausland vorgestellt u. a.:
- 1994: Goethe-Institut Lahore, Projekt: „Weltbilder – ein west-östlicher Divan“, Lahore
- 1994: Arts Council of Pakistan, „Weltbilder – ein west-östlicher Divan“, Karatschi, (Katalog)
- 1995: Roemer- und Pelizaeus-Museum, „Exil-Asyl: Tatort Deutschland“, Hildesheim
- 1995: Kreiskulturhaus Müritz, „Engführung – Bilder gegen das Vergessen“, Waren an der Müritz, (Katalog)
- 1998   Galerie Bertrand Kass, „Architektur + Malerei“, Innsbruck
- 1998   Galleria Antonio Battaglia, „Architettura e Pittura“, Mailand
- 1998: Amt für Kunst und Kultur, Städtische Galerie Celle, „Konkrete Symbole“, Celle
- 2000: Expo 2000, Islam-Pavillon, „Konkrete Symbole – Brücken zwischen den Kontinenten“, Hannover
- 2000: Gemeinde Nienhagen, „Fläche, Farbe, Form“, Nienhagen (Landkreis Celle)